# 小野真路
小野 真路（おの まさみち、1952年（昭和27年）6月6日 - ）は、日本の実業家。三菱地所レジデンス、東京流通センター社長を務めた。

## 人物・経歴
東京都出身。1976年慶應義塾大学工学部卒業、三菱地所入社。
2003年三菱地所コミュニティーサービス（現三菱地所コミュニティ）取締役副社長。2004年三菱地所資産開発事業本部資産開発事業部長。2007年三菱地所執行役員資産開発事業部長に昇格。2008年三菱地所執行役員都市開発事業部長。2010年三菱地所取締役常務執行役員。2011年三菱地所レジデンス代表取締役副社長執行役員。2013年から三菱地所レジデンス代表取締役社長を務め、ザ・パークハウスの安定的供給体制の整備などにあたった。
2017年東京流通センター社長、日本小売業協会評議員等も歴任した。